# Петеріс Гаудіньш
Петеріс Ґаудіньш (латис. Pēteris Gaudiņš; нар. 26 липня 1954, Рига, Латвійська РСР) — радянський латвійський кіно- і театральний актор та режисер. Найбільш відомий за ролями: Айвенго («Балада про доблесного лицаря Айвенго», 1982), Роджера («Театр», 1978) та Артура Мешема («Склянка води», 1979).

## Життєпис
Петеріс Ґаудіньш народився в Ризі, у сім'ї відомого лікарів, провідного оториноларинголога Латвії, професор Ернестс Ґаудіньш (латис. Ernests Gaudiņš). 
Закінчив у 1972 році СШ №1 з фізико-математичним ухилом в Ризі. Відвідував Народну студію кіноактора Ризької кіностудії під час навчання у школі. 
У 1972-1973 роках навчався у Ризькому медичному інституті, але зрозумів, що це не його і поступив на театральний факультет Латвійської державної консерваторії імені Язепса Вітолса, який закінчив у 1977 році.
У 1973 році відбувся кінедебют Петеріса Ґаудіньша у фільмі режисера Ґунара Піесіса «Вій, вітерець!», де він зіграв роль Ґатиня.
З 1977 року Петеріс Ґаудіньш актор Латвійського художнього академічного театру ім. Яна Райніса, з 1989 року змінив назву на Театр «Дайлес».

## Фільмографія
| Рік       |   | Українська назва                     | Оригінальна назва                    | Роль                                        |
| --------- | - | ------------------------------------ | ------------------------------------ | ------------------------------------------- |
| 2016      | ф | Пдводна течія                        | Apaksstraume                         | '                                           |
| 2015      | ф | Народжена зіркою                     | Рождённая звездой                    | батько Клаудії                              |
| 2015      | ф | Квест                                | Квест                                | Вашко                                       |
| 2012      | ф | Невський проспект                    | Ņevas prospekts/The Nevsky Prospect  | Павло                                       |
| 2012      | ф | Команда мрії 1935                    | Sapņu komanda 1935                   | Голова спортивного комітету                 |
| 2011      | ф | Тільки не кажи мені Бізу             | Tikai nesaki man Bizu                | Аскольд                                     |
| 2007—2008 | с | Чуже життя                           | Svešā dzīve                          | Улдіс Краузе, головна роль                  |
| 2007      | ф | Варта Риги                           | Rīgas sargi                          | майор Бішоф                                 |
| 2004      | ф | Червона капелла                      | Красная капелла                      | Німецький офіцер                            |
| 2003      | ф | Пітон                                | Pitons                               | пожежний                                    |
| 1992      | ф | Ціна голови                          |                                      | інспектор Жанв'є                            |
| 1992      | ф | Дуплет                               | Duplets                              | санітар                                     |
| 1991      | ф | Зброя Зевса                          | Оружие Зевса                         | Ден Баррі в молоді роки                     |
| 1991      | ф | Собака, яка вміла співати            | Suns kurs prata dziedat              | Ларс Кенон                                  |
| 1989      | ф | Сім'я Зітарів                        | Zītaru dzimta                        | кок                                         |
| 1989      | ф | Тапер                                | Tapers                               | Ояр Лазда                                   |
| 1988      | ф | Дорога в пекло                       | Дорога в ад                          | рудий Гюнтер                                |
| 1988      | ф | В'язень замку Іф                     | Узник замка Иф                       | Максимільян Моррель                         |
| 1987      | ф | Квартет                              | Квартет                              | епізодична роль, немає в титрах             |
| 1987      | ф | Фотографія з жінкою і диким кабаном  | Fotogrāfija ar sievieti un mežakuili | Рудольф Дімда, фотограф                     |
| 1985      | ф | Подвійний капкан                     | Двойной капкан                       | Валдіс Вітолс, слідчий                      |
| 1985      | ф | Матч відбудеться в будь-яку погоду   | Матч состоится в любую погоду        | адвокат                                     |
| 1984      | ф | Канкан в Англійському парку          | Канкан в английском парке            | Микола Мартинець (озвучив Анатолій Матешко) |
| 1983      | ф | Бродяги Півночі                      | Бродяги Севера                       | Реджо Челлонер                              |
| 1982      | ф | Мати Марія                           | Мать Мария                           | Борис Вільде                                |
| 1982      | ф | Балада про доблесного лицаря Айвенго | Баллада о доблестном рыцаре Айвенго  | Айвенго                                     |
| 1981      | ф | 34-й швидкий                         | 34-й скорый                          | Петро, курсант                              |
| 1980      | ф | Від Бугу до Вісли                    | От Буга до Вислы                     | Валдіс                                      |
| 1979      | ф | Поранена тиша                        | Sužeista tyla                        | Стасіс Шална, головна роль                  |
| 1979      | ф | За скляними дверима                  | Aiz stikla durvīm                    | епізод                                      |
| 1979      | ф | Склянка води                         | Стакан воды                          | Артур Мешем                                 |
| 1978      | ф | Театр                                | Teātris                              | Роджер, син Джулії                          |
| 1977      | ф | Чоловік у розквіті років             | Vīrietis labākajos gados             | Едмундс                                     |
| 1976      | ф | Ці небезпечні двері на балкон        | Šīs bīstamās balkona durvis          | Нормунд                                     |
| 1976      | ф | Майстер                              | Meistars                             | Артур Скруве                                |
| 1975      | ф | Літо мотоциклістів                   | Motociklu vasara                     | Маріс                                       |
| 1974      | ф | Напад на таємну поліцію              | Uzbrukums slepenpolicijai            | Чомс, революціонер                          |
| 1973      | ф | Вій, вітерець!                       | Pūt, vējiņi                          | Ґатинь                                      |